# Avraham Melnikov
Avraham Melnikov (16 de junho de 1892 – 27 de agosto de 1960) foi um famoso escultor israelense do período do Yishuv. Sua obra mais famosa é o monumento "O Leão que Ruge" no Cemitério de Kfar Giladi em Tel Hai, que é considerada o primeiro monumento público israelense.

## Biografia

### Vida pregressa
Melnikov nasceu na cidade de Sokyriany, na Bessarábia em 1892 e estudou arte em Chicago antes de imigrar para a Terra de Israel em 1918 como soldado da Legião Judaica. Ele começou a se envolver com a arte da escultura desde muito jovem. Após a captura britânica de Beersheba, ele criou uma estátua do General Edmund Allenby, que foi colocada em um jardim municipal em Beersheba. A estátua foi destruída durante a revolta árabe de 1936–1939 na Palestina.

### Estilo de arte
Melnikov participou das exposições da Torre de David, que aconteciam anualmente na década de 1920 e expressavam o espírito da arte hebraica emergente na Terra de Israel. Criou um estilo único que combinava a ligação às raízes do povo judeu com uma primordialidade primitiva, distante da herança europeia, influenciada pela antiga escultura assíria. Isso contrastava com as tendências da arte moderna influenciadas pela École de Paris, trazidas por Isaac Frenkel Frenel.

### Carreira artística na Terra de Israel

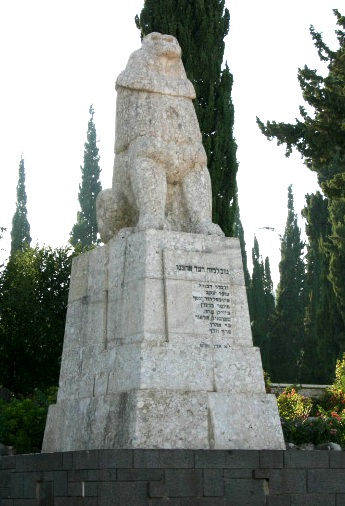
A estátua "O Leão que Ruge", de Avraham Melnikov, foi colocada em Tel Hai em 1928 em memória dos oito mortos na Batalha de Tel Hai.

Melnikov foi eleito para o primeiro comitê da Associação de Pintores e Escultores da Terra de Israel, juntamente com Joseph Zaritsky e Reuven Rubin.
Em 1925, Melnikov chegou à Galiléia e se reuniu com alguns membros do Haganah sob a liderança de Yitzhak Sadeh. Quando viu os túmulos não marcados e expostos dos que morreram na Batalha de Tel Hai em 1920, ele propôs erguer uma escultura em grande escala como memorial. Os trabalhadores do Haganah esculpiram uma pedra enorme e arrastaram-na até o cemitério. Boris Schatz, o fundador do "Bezalel ", organizou uma arrecadação de fundos que ajudou Melnikov com os custos de criação do monumento. Durante vários anos, Melnikov trabalhou na escultura e criou o monumento "O Leão que Ruge", que se tornou um símbolo nacional. O monumento foi inaugurado oficialmente em uma cerimônia no dia 22 de fevereiro (7 de Adar) de 1934.

### Inglaterra
Na década de 1930, Melnikov trocou a Terra de Israel pela Inglaterra, porém, não obteve sucesso e reconhecimento por sua arte. Em Londres, esculpiu personalidades famosas, incluindo Arturo Toscanini, Lady Melchett e seu filho, os estadistas Ernest Bevin e Winston Churchill, Lord Conway de Allington, Sarah Churchill, o escritor Gilbert Murray, e outros. A maioria de suas esculturas "inglesas" (cerca de duzentas) foram destruídas em um ataque aéreo da Luftwaffe alemã durante a Segunda Guerra Mundial em 1940-41. Resta apenas uma fotografia da escultura "O Jesus Etíope" (gesso, 1949-48), bem como a escultura em terracota "O Mendigo" (data desconhecida) e o busto do poeta iídiche Malka Locker (gesso, 1936). 
Em 1959, ele retornou a Israel e morreu em Haifa, um ano depois, aos 68 anos. Foi enterrado ao lado de sua esposa, Charlotte Leib Neusenholz (falecida em 1949), em Kfar Giladi, junto à base de sua mais famosa criação, o monumento "O Leão que Ruge". Ele deixou uma filha.
Sua estátua, "Judá Surgindo" está no Parque Nacional Ramat Gan.
Seu arquivo está armazenado na Biblioteca Nacional de Israel.

## Galeria

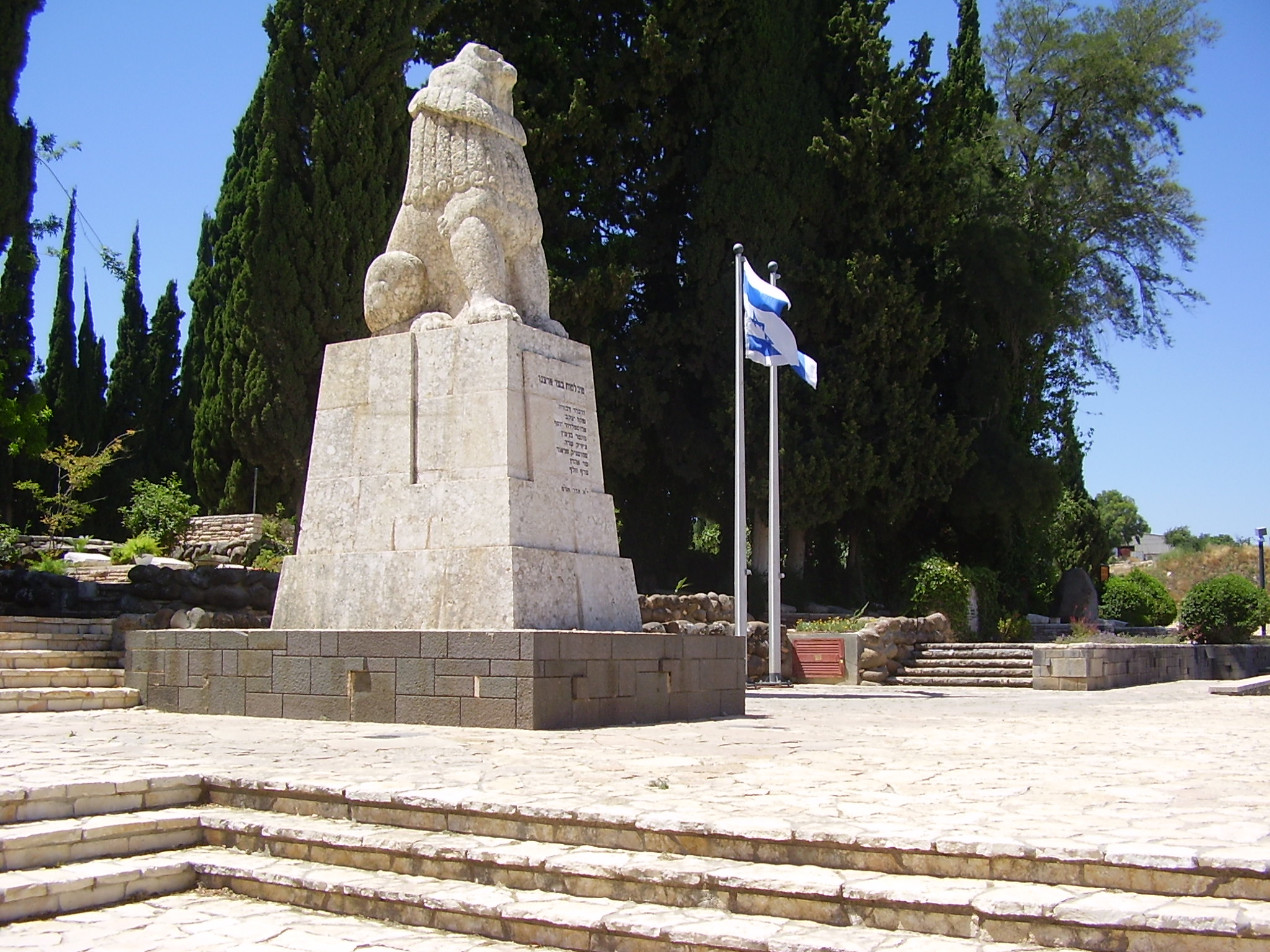
"O Leão que Ruge", Kfar Giladi
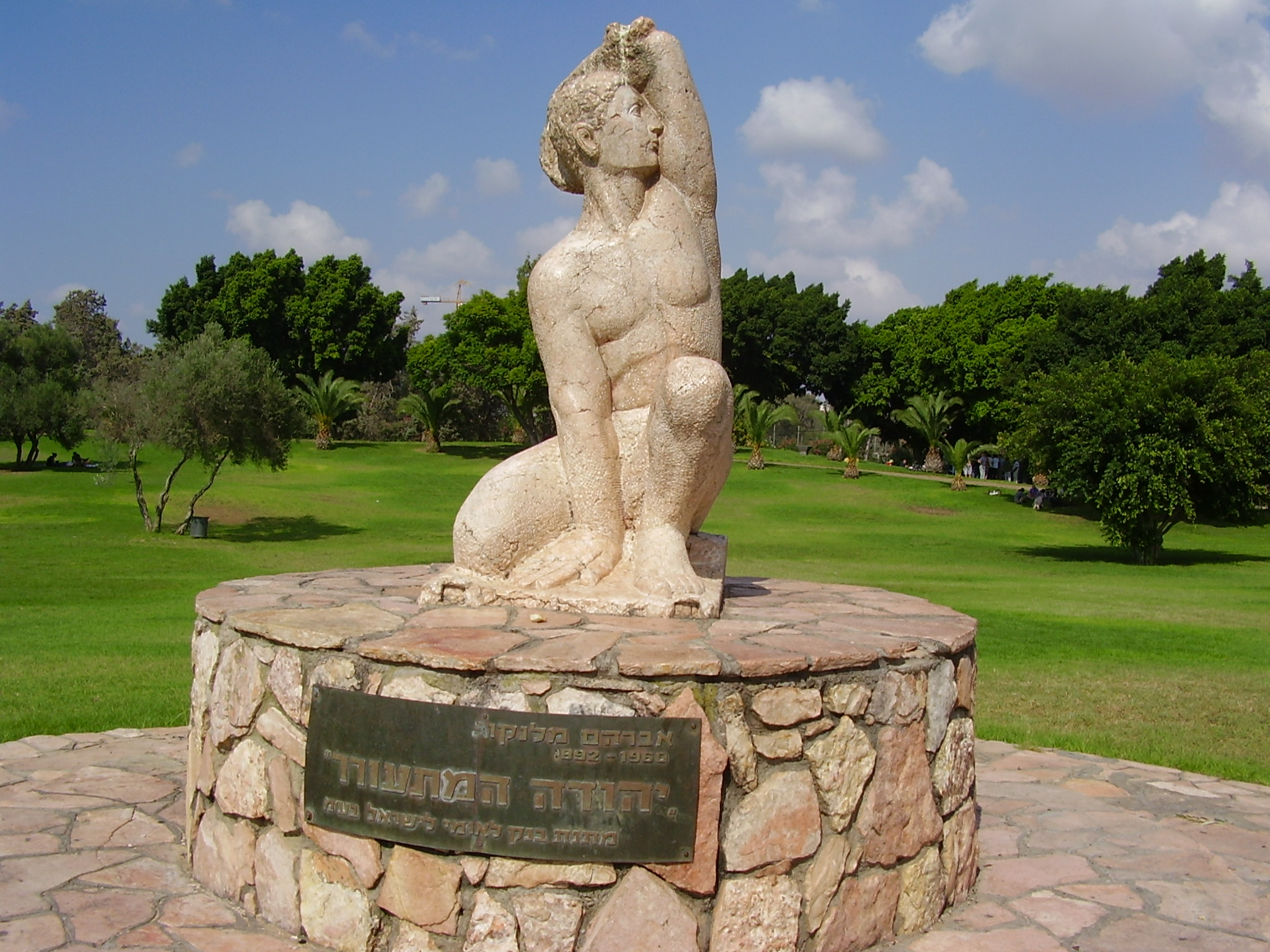
"Judá Surgindo", Parque Nacional Ramat Gan
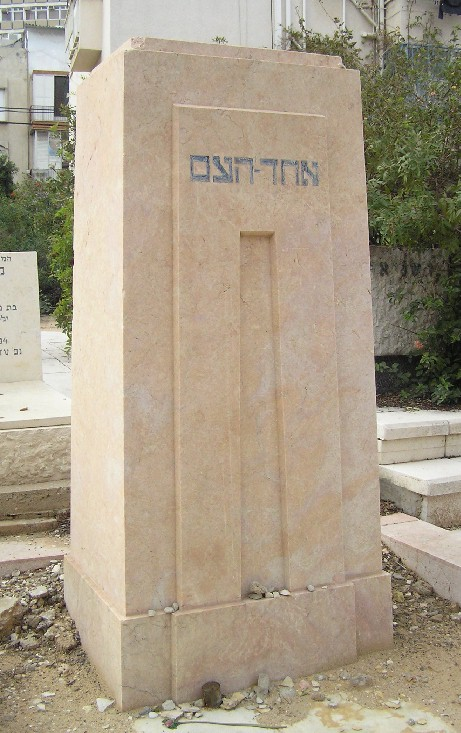
Tumba de Ahad Ha'am, Cemitério Trumpeldor
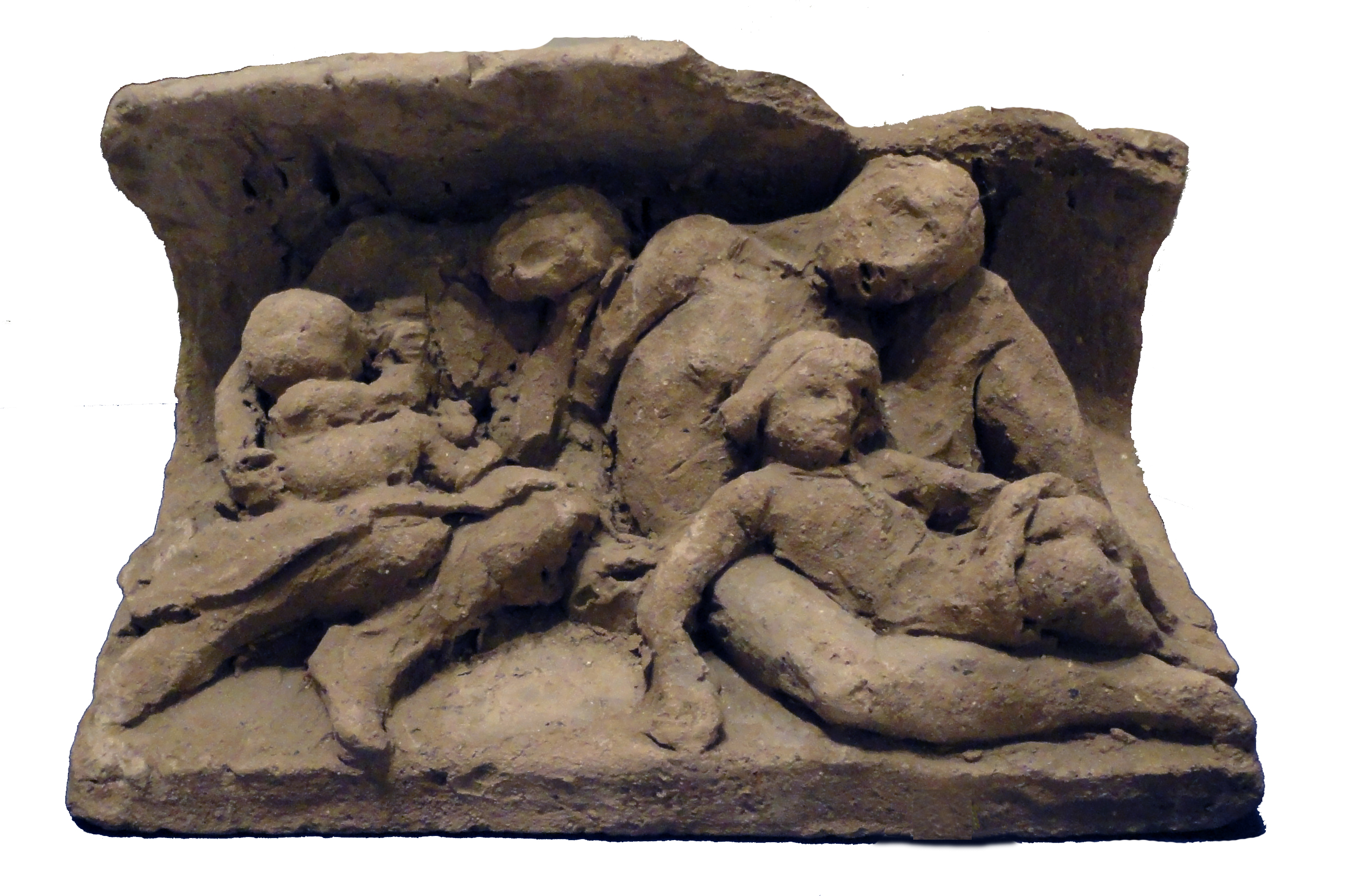
Kedem, pessoas escondidas no subsolo